# Георгий Лапиф
Георгий Лапиф (греч. Γεώργιος Λαπίθης) (XIV век) — византийский учёный, писатель.
Происходил из знатной состоятельной кипрской семьи, проживавшей под городом Лапиф.
Приближённость к правителям Кипра Лузиньянам и благотворительность снискали Георгию известность как Кипре, так и в Византии.